# Black Warrior
Jesus Toral López, mer känd under sitt artistnamn Black Warrior, född 7 januari 1969 i Torreón i Coahuila, död 10 januari 2023, var en mexikansk fribrottare. 
López debuterade i Empresa Mexicana de Lucha Libre (senare Consejo Mundial de Lucha Libre) redan 1985 och brottades kommande år under en rad olika namn som Camorra och Bronce, tills han 1995 fick namnet Black Warrior. Han är mest känd för en berömd lucha de apuestas, mask mot mask-match mot Místico, vilken ägde rum den 29 september 2006 under Consejo Mundial de Lucha Libres 73-årsjubileum.
Black Warrior Jr. var hans son.